# Pierre Dobrievich
Pierre Dobrievich (in macedone Петар Добриевиќ?, Petar Dobrieviḱ; Veles, 27 dicembre 1931 – novembre 2009) è stato un ballerino e direttore artistico jugoslavo.

## Biografia
Dopo gli studi alla scuola di balletto di Zagabria, nel 1955 cominciò a danzare al Teatro nazionale croato di Zagabria. 
Successivamente si unì alla compagnia di Ludmilla Tchérina e con il Ballet Théâtre de Paris di Maurice Béjart, con cui danzò in molti dei maggiori teatri europei durante gli anni sessanta, tra cui al Teatro dell'Opera di Roma nel 1964. Nel 1960 infatti si era unito al Ballet du XXe siècle, con cui rimase in qualità di Maître de Ballet fino al 1975.
Tra il 1975 e il 1978 fu il direttore del Corpo di Ballo del Teatro alla Scala e successivamente fu il direttore artistico della compagnia di balletto dell'Opera di Stato della Baviera e del Grand Théâtre de Monte Carlo.